# Snooker Shoot Out 2023
Snooker Shoot-Out 2023 – dziewiąty rankingowy turniej snookerowy w sezonie 2022/2023. Odbył się w dniach 25–28 stycznia 2023 roku w Leicester Arena w Leicester.

## Nagrody finansowe
- Zwycięzca: £50 000
- Finalista: £20 000
- Półfinał: £8 000
- Ćwierćfinał: £4 000
- Ostatnia 16: £2 000
- Ostatnia 32: £1 000
- Ostatnia 64: £500
- Ostatnia 128: £250
- Najwyższy break: £5 000

Łączna pula nagród: £171 000

## Wyniki turnieju

### Runda 1
25 stycznia – 14:00

- Hossein Vafaei 9–33  Shaun Murphy
- Vladislav Grădinari 40–1  Ng On Yee
- Jamie O’Neill 55–2  Ryan Thomerson
- Liam Graham 21–43  Cao Yupeng
- Ian Martin 23–42  Thepchaiya Un-Nooh
- Luke Simmonds 21–45  Sam Craigie
- Robbie McGuigan 52–3  Hammad Miah
- James Cahill 15–50  Jordan Brown
- Joe Perry 85–0  Luca Brecel
- Lukas Kleckers 52–1  Rod Lawler
- Joe O’Connor 20–28  Dylan Emery
- Barry Pinches 16–12  Michael Judge
- Anthony Hamilton 21–34  Ben Mertens
- Andy Hicks 4–60  Rory McLeod
- Jack Borwick 11–50  Allister Carter
- Mark Williams 98–0  Craig Steadman

25 stycznia – 20:00

- Jack Lisowski 36–29  Mark Allen
- Martin Gould 75–20  Jamie Clarke
- Alexander Ursenbacher 31–19  Aaron Hill
- Robbie Williams 87–0  Nutcharut Wongharuthai
- Mark Joyce 14–18  Victor Sarkis
- Robert Milkins 47–14  Andy Lee
- Sean O’Sullivan 13–26  Dean Young
- Andrew Pagett 20–40  Ashley Hugill
- Stephen Maguire 9–33  Ken Doherty
- Jamie Jones 70–16  Jenson Kendrick
- Ben Woollaston 64–1  Sanderson Lam
- Mohammad Asif 21–42  Gerard Greene
- Louis Heathcote 66–8  Oliver Lines
- Jimmy White 7–44  Adam Duffy
- Peng Yisong 1–65  Daniel Wells
- Barry Hawkins 1–37  Jackson Page

26 stycznia – 14:00

- Riley Powell 41–31  Kyren Wilson
- Andres Petrov 4–113  Noppon Saengkham
- Zak Surety 24–71  Fergal O’Brien
- Fan Zhengyi 68–21  Ding Junhui
- Michael Georgiou 75–1  Tian Pengfei
- Matthew Stevens 49–54  Dominic Dale
- John Astley 36–32  Pang Junxu
- Peter Lines 13–34  Julien Leclercq
- David Grace 37–11  Lü Haotian
- Mark King 17–29  Jak Jones
- Lei Peifan 0–116  Michael Holt
- Yuan Sijun 60–43  Rebecca Kenna
- Zhang Anda 29–46  Callum Beresford
- Duane Jones 46–78  Zhou Yuelong
- Dechawat Poomjaeng 33–14  Si Jiahui
- Jimmy Robertson 56–1  Ryan Day

26 stycznia – 20:00

- Mark Davis 22–20  Mark Selby
- Alfred Burden 73–0  Ian Burns
- Liam Highfield 61–1  Florian Nüßle
- Michael White 72–1  Mitchell Mann
- David Lilley 32–16  Oliver Brown
- Asjad Iqbal 35–30  David Gilbert
- Stuart Bingham 8–60  Reanne Evans
- Ricky Walden 1–90  Gary Wilson
- Steven Hallworth 38–18  Stuart Carrington
- Xiao Guodong 106–1  Anton Kazakow
- Elliot Slessor 43–42  Allan Taylor
- Farakh Ajaib 25–30  Chris Wakelin
- Xu Si 73–0  Matthew Selt
- Ross Muir 48–10  Wu Yize
- Himanshu Dinesh Jain 25–61  Tom Ford
- Mohamed Ibrahim 14–51  Haydon Pinhey

### Runda 2
27 stycznia – 14:00

- Shaun Murphy 7–89  Mark Davis
- David Grace 50–46  Ashley Hugill
- Barry Pinches 22–42  Cao Yupeng
- Joe Perry 30–16  Jamie Jones
- Ken Doherty 0–76  Dominic Dale
- Asjad Iqbal 73–33  Jimmy Robertson
- David Lilley 67–7  Elliot Slessor
- Jak Jones 54–32  Michael Georgiou
- Robert Milkins 4–83  Alexander Ursenbacher
- Julien Leclercq 93–5  Haydon Pinhey
- Chris Wakelin 49–7  Alfred Burden
- Ben Mertens 52–55  Fan Zhengyi
- Zhou Yuelong 52–31  Robbie Williams
- Jackson Page 32–69  Fergal O’Brien
- Gerard Greene 37–55  Allister Carter
- Michael Holt 16–13  Robbie McGuigan

27 stycznia – 20:00

- Daniel Wells 38–2  Riley Powell
- Vladislav Grădinari 42–20  Victor Sarkis
- Ben Woollaston 13–9  Rory McLeod
- Sam Craigie 17–87  Lukas Kleckers
- Thepchaiya Un-Nooh 40–62  Dechawat Poomjaeng
- Jordan Brown 0–68  Yuan Sijun
- Gary Wilson 83–4  Reanne Evans
- Ross Muir 22–29  Tom Ford
- Mark Williams 45–41  Dean Young
- Jamie O’Neill 12–44  Martin Gould
- John Astley 7–53  Dylan Emery
- Steven Hallworth 23–65  Noppon Saengkham
- Liam Highfield 57–35  Louis Heathcote
- Michael White 39–7  Callum Beresford
- Xu Si 46–30  Xiao Guodong
- Jack Lisowski 53–7  Adam Duffy

### Runda 3
28 stycznia – 14:00

- Cao Yupeng 0–129  Allister Carter
- Fergal O’Brien 21–39  Julien Leclercq
- Tom Ford 91–28  Vladislav Grădinari
- Dominic Dale 63–30  Asjad Iqbal
- Fan Zhengyi 0–126  Michael Holt
- David Grace 49–5  David Lilley
- Daniel Wells 32–19  Ben Woollaston
- Michael White 56–31  Alexander Ursenbacher
- Joe Perry 14–33  Chris Wakelin
- Jak Jones 28–8  Xu Si
- Lukas Kleckers 27–35  Yuan Sijun
- Zhou Yuelong 74–26  Gary Wilson
- Dylan Emery 0–120  Noppon Saengkham
- Liam Highfield 80–0  Martin Gould
- Mark Davis 22–62  Jack Lisowski
- Mark Williams 12–53  Dechawat Poomjaeng

### Runda 4
28 stycznia – 20:00

- Tom Ford 20–14  Allister Carter
- Yuan Sijun 47–53  Julien Leclercq
- Dominic Dale 72–0  Zhou Yuelong
- Michael White 50–9  David Grace
- Chris Wakelin 38–35  Jak Jones
- Noppon Saengkham 36–50  Daniel Wells
- Michael Holt 47–38  Jack Lisowski
- Liam Highfield 79–3  Dechawat Poomjaeng

### Ćwierćfinały
28 stycznia – 22:00

- Daniel Wells 57–16  Tom Ford
- Liam Highfield 32–75  Dominic Dale
- Michael Holt 23–30  Julien Leclercq
- Chris Wakelin 42–22  Michael White

### Półfinały
28 stycznia – 23:15
- Daniel Wells 23–46  Chris Wakelin
- Dominic Dale 8–98  Julien Leclercq

### Finał
28 stycznia – 23:45
- Chris Wakelin 119–0  Julien Leclercq

## Breaki stupunktowe fazy głównej turnieju
Suma: 4
- 119  Chris Wakelin
- 117  Allister Carter
- 116  Michael Holt
- 106  Xiao Guodong